# 16 Dywizja Piechoty (Hiszpania)
16 Dywizja Piechoty” (hiszp. 16.ª División) – hiszpański związek taktyczny należący do Republikańskiej Armii Ludowej, uczestniczący w hiszpańskiej wojnie domowej.
16 Dywizja Piechoty (16 DP) sformowana została w 1937. Tworzyli ją głównie Hiszpanie.  W czasie wojny domowej w Hiszpanii uczestniczyła m.in. w bitwie nad Ebro. Atakowana była przez 74, 82 i część 102 Dywizji Piechoty wojsk frankistowskich, w wyniku tych ataków zmuszona została do wycofania. Utracone przez 16 DP wzgórze Gaeta wojska republikańskie odzyskały w wyniku kontrataku, przeprowadzonego 21 sierpnia 1938 przez 3 i 27 Dywizję Piechoty. W czasie wspomnianej bitwy wchodziła w skład XII Korpusu Armijnego Armii Ebro. 

## Dowództwo dywizji
Dowódcy:
- mjr Ernesto Güemes Ramos
- Domingo Benages Sacristán
- Manuel Fresno Urzáiz
- mjr Manuel Mora Torres[4]
- Sebastián Zamora Medina

Komisarze polityczni:
- Ernesto Antuña García

Szef sztabu:
- kpt Manuel Pérez Cabello

## Struktura organizacyjna
Skład w czasie bitwy nad Ebro:
- 23 Brygada
- 24 Brygada
- 149 Brygada